# Есть угроза исчезновения

Диалекты цыганского языка с угрозой исчезновения

Есть угроза исчезновения (англ. definitely endangered или 3 definitely endangered) — статус языка ЮНЕСКО.
Языки с угрозой исчезновения — это те языки, которые в настоящее время используются, но могут исчезнуть в ближайшее время, так как не изучаются детьми как родной язык.

## Примеры языков с угрозой исчезновения
В данном разделе перечислены некоторые языки, которые находятся под угрозой исчезновения:
- Алтайский;
- Агульский;
- Бурятский;
- Валлонский;
- Дигорский;
- Калмыцкий;
- Коми-зырянский;
- Коми-пермяцкий;
- Неварский;
- Ломбардский;
- Цыганский;
- Эрзянский;
- Мокшанский;
- Марийский;
- Мегрельский;
- Удмуртский;
- Питкэрнский;
- Карельский;
- Понтийский;
- Сванский;
- Сету;
- Годоберинский;
- Арчинский;
- Пьемонтский;
- Ненецкий;
- Романшский;
- Лигурский
- Ирландский
- Шотландский
- Науруанский
- Ниуэ

## Атлас языков мира, находящихся под угрозой исчезновения
Исчезновение языка — это не только потеря для его носителей, но также потеря для всего человечества, ибо язык является основной частью культурного наследия носителей этого языка. «Атлас языков мира, находящихся под угрозой исчезновения» (англ. Atlas of the World’s Languages in Danger), ранее «Красная книга исчезающих языков» (англ. Red Book of Endangered Languages) — издание ЮНЕСКО, которое предназначено для привлечения внимания властей, сообществ и широкой публики к проблеме языков, необходимости сохранения языкового многообразия в мире. Кроме того, целью ЮНЕСКО является осуществление контроля над состоянием вымирающих языков. Последний выпуск Атласа был издан в 2010 году при поддержке правительства Норвегии на английском, французском и испанском языках и содержит около 2500 языков (230 из которых уже исчезли с 1950 года). В Атласе в отделе каждого языка указаны все его данные: название, уровень жизнеспособности, страны, где на нём говорят, и населения-носители.